# SN 2006jg
SN 2006jg – supernowa typu Ia odkryta 17 września 2006 roku w galaktyce A224826-0026. W momencie odkrycia miała maksymalną jasność 23,00m.